# In Tua Nua
In Tua Nua waren eine Rock-Gruppe aus Irland, die Rockmusik mit traditionellen irischen Instrumenten kombinierte.
Sie waren Mitte bis Ende der 80er Jahre vor allem in ihrer Heimat bekannt.
Der Name ist keltisch und bedeutet Der neue Stamm.

## Geschichte
Gegründet wurde In Tua Nua 1982 von Leslie Dowdall (Gesang), Jack Dublin (Bass), Ivan O’Shea (Gitarre), Martin Clancey (Gitarre, Keyboard),
Paul Byrne (Schlagzeug), Steve Wickham (elektrische Violine) und Vinny Kilduff (Uilleann Pipes).
Ein Jahr später veröffentlichten sie ihre erste Single Coming Thru auf U2s Label Mother. Kurz darauf wechselte die Band zu Island Records.
1985 verließen Kilduff und Wickham die Band, letzterer wechselte zu The Waterboys. Sie wurden ersetzt durch Aingeala de Burca (Violine) und Brian O’Briain
(Uilleann Pipes und Saxophon).
1987 veröffentlichte In Tua Nua, nun bei Virgin Records unter Vertrag, ihr Album Vaudeville mit der Single Seven Into The Sea. Im selben Jahr waren sie bei insgesamt 5 Auftritten von U2 Vorband auf deren The Joshua Tree Tour.
1988 folgte das Album The Long Acre, das aber nur kommerziell an den Erfolg von Vaudeville anknüpfen konnte.
Kurz nach Beendigung der Aufnahmen zu ihrem dritten Album When Night Came Down On Sunset löste sich die Band im September 1989 im Streit auf.
Das Album ist erst seit 2007 auf iTunes erhältlich.

## Diskografie

### Alben
- Vaudeville (1987; Virgin)
- The Long Acre (1988; Virgin)
- When Night Came Down On Sunset (2007; iTunes/ursprünglich 1989; Virgin)

### Singles
- Don’t Fear Me Now (Kiss You Once More) (1988; Virgin)